# ニンテンドウパワー
ニンテンドウパワー（NINTENDO POWER）は、1997年9月30日から2007年2月28日まで日本国内のローソンおよび任天堂が実施したゲームソフトの書き換え販売サービスである。フラッシュメモリを搭載した書き換え専用カセットにスーパーファミコンやゲームボーイのソフトを書き込んで販売した。
当初はローソン各店舗へ設置されたLoppi（ロッピー）で供給されるサービスの1つとして運営された。しかし需要の低下から2002年8月31日にローソンでのサービスを終了し、翌9月1日からは各地の任天堂サービスセンターへ直接申し込む形式に変更された。

## 開始経緯
1996年11月に「ゲームキオスク」の名で事業計画が発表された。ゲームソフトの店頭販売を求めたローソンと、NINTENDO 64発売後のスーパーファミコンをゲーム入門機と位置づけ、再活性化と旧作ソフトの安価な再供給を狙う任天堂の思惑が一致し、ローソン各店舗へ新規設置されるキオスク端末で提供されるサービスとして企画・開発された。
本サービスの目的・利点は以下の通り。
中古ゲームソフト販売問題の解決
当時は中古ゲームソフトの販売が一部のメーカーから問題視され始めた時期であり、メーカーは中古ソフトの販売により新品ソフトの販売利益が侵害されると主張した。しかし中古販売が禁止されることにより、消費者は過去に発売されたゲームソフトの購入が困難となる可能性があった。このサービスはメーカーに利益が渡り在庫を確保する必要のないデータ販売形式を用い、双方の利害を調整する目的のために始められた。
任天堂とソフトメーカーの利点
売り切れや在庫・値崩れの心配、説明書やパッケージを製造する必要もなく、さらに問屋を介さず流通コストの低いデータ書き換えによる販売形式により、従来より手軽かつ安価にゲームを供給できる。当時1,700万台普及したスーパーファミコン市場の維持と再活性化、新しい流通形態の模索・実証を図る。
任天堂はこれ以前にも類似サービスとして、ファミリーコンピュータ ディスクシステム専用メディア「ディスクカード」のゲームソフト書き換え販売、フラッシュメモリを搭載した専用記憶媒体にゲームなどの受信データを保存するサテラビュー向けデータ放送を実施していた。

## サービス展開
スーパーファミコン用ソフトの書き換えは1997年9月30日からローソン各店でLoppi導入とともに順次開始された。ローソン以外にはスーパーマーケットのダイエー、ゲームソフト販売チェーン店ブルートやわんぱくこぞうの一部店舗にて試験サービスも提供されたものの、本格導入には至らなかった。

### ローソン店頭サービス利用方法

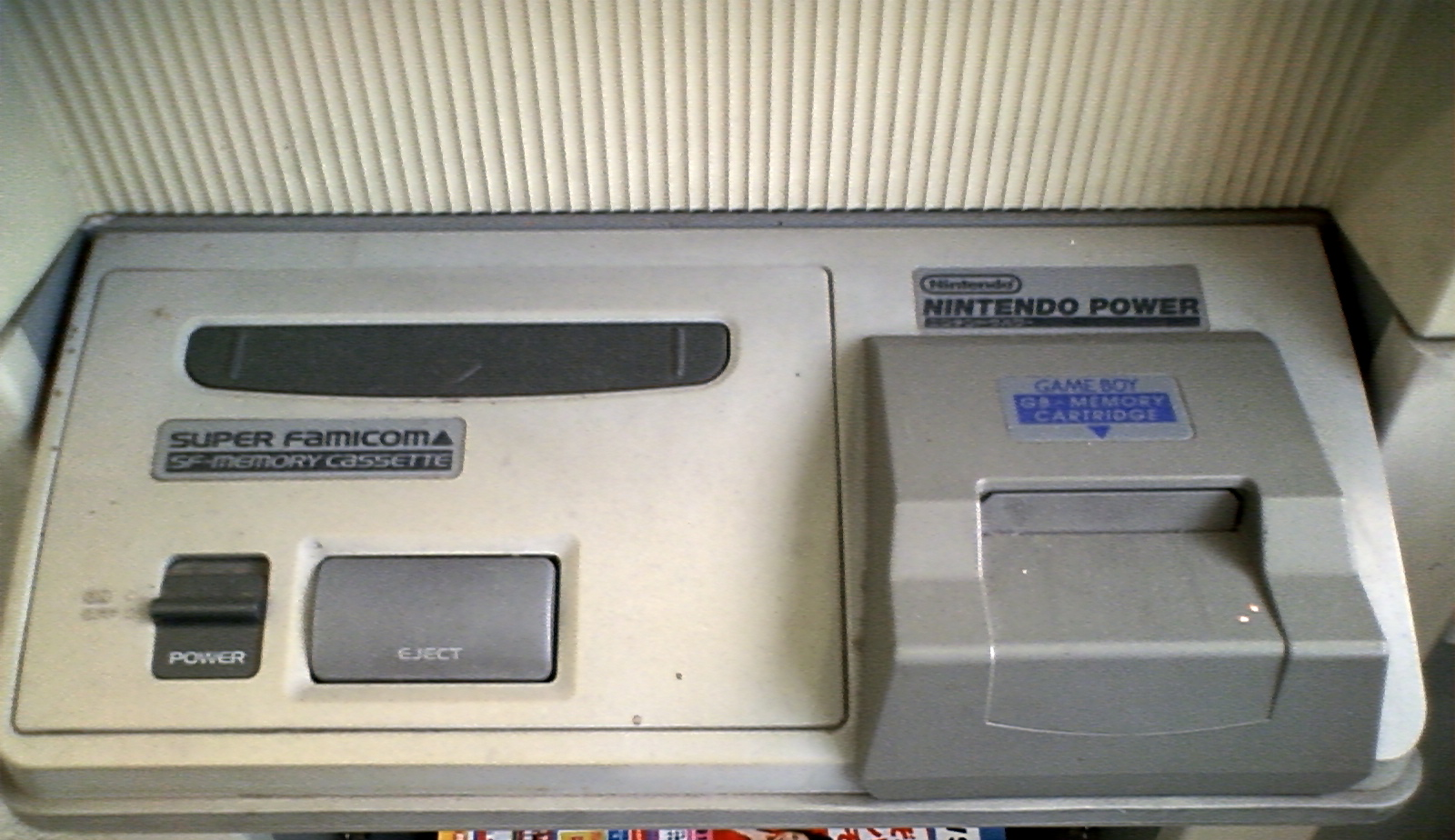
Loppiに設けられていたカセットスロット

ローソン店内で購入、または持ち込みした書き換え専用カセットをローソン店内のLoppiへ用意されたスロットへ差し込み、書き込みたいゲームをLoppiの画面で選択する。この際書き換えカセットの空き容量が足りない場合は消去してもよいゲームも選択する。その後ゲーム選択を終えたカセットとLoppiから発行された申し込み券を店内のレジへ持ち込み代金を支払うと、店員の操作によりカウンター内のゲームライターで書き込み作業が行われた。書き換え後には購入・消去したゲームソフト名を印刷した伝票がカセットとともに渡された。

### ゲームボーイサービス開始
ゲームボーイ用ソフトの書き換えは当初1999年11月1日から全店一斉に開始する予定だったが、同年9月に台湾にて発生した921大地震によりカートリッジの安定供給が困難となったため延期された。
書き換え開始直前の1999年10月にはゲームボーイソフトの書き換え開始を見込み、ローソンにて『スーパーマリオランド3 ワリオランド』をあらかじめ書き込んだプリライト版GBメモリカートリッジの取り寄せ予約販売がされた。しかし任天堂は予約開始後に店頭書き換えサービスの延期を決定し、予約者に対しては商品同封の文書で店頭サービスの延期を告知するとともに郵送による先行書き換えサービスを実施した。
その後2000年3月1日にローソン店頭でのゲームボーイソフト書き換えサービスが開始され、店頭では『スーパーマリオランド3 ワリオランド』のプリライト版GBメモリカートリッジが販売された。このプリライト版はサービス開始記念および延期のお詫びとして限定供給されたもので、通常品と同額で販売された。

### ローソン店頭サービス終了
書き換えサービスの利用方法やLoppiなどの機器操作が煩わしいこと、大多数の旧作ゲームはサービスを利用するよりも中古ソフトを購入したほうが安く済むため、本来の安価にゲームを供給する目的との矛盾が発生していたこと、さらに一般層へのPR不足、他社の次世代ゲーム機の台頭もあったことから、利用者は主に任天堂製のゲームやレトロゲームの愛好者、次世代機の購入が遅れた人々に限られた。
年月の経過に伴い新しいゲームソフトの供給も減少し、スーパーファミコン用新作ソフトは2000年12月の『メタルスレイダーグローリー ディレクターズカット』、ゲームボーイ用新作ソフトは2002年1月の『Loppiパズルマガジン ひらめくパズル第3号』が最後となった。
2002年5月31日に任天堂はローソン店頭サービスおよび書き換え専用カセット販売の終了を公表し、
Loppiの画面上や店頭配布のカタログ、任天堂のホームページにて終了告知がされた。そして2002年8月31日をもって店頭サービスは終了した。
店頭サービスの終了に至った理由は以下の通りである。
- 中古ゲームショップと大手ゲームソフトメーカー間で争われていた裁判の判決にてゲームソフトの中古販売が合法と認められ、書き換えサービスの存在意義が薄くなったこと。
- スーパーファミコン、ゲームボーイとも旧機種となり、今後の需要増加が見込めないと判断されたこと。サービスの終了を決定した時点ですでにゲームボーイアドバンス、ニンテンドー ゲームキューブが発売されていた。

### 任天堂直接運営への転換
ローソン店頭サービス終了翌日の2002年9月1日からはカセットの所有者へ向けた措置として、任天堂サービスセンターへ直接カセットを発送または持ち込みし、申し込む形式に変更された。カセット発送による代金の支払方法は合計金額により2つの方法に分かれた。税込999円以下の場合にはカセットとともに書き換え代金と同額の切手もしくは定額小為替を同封し発送した。税込1,000円以上の場合は金券同封の必要はなく、返送時にカセットが代金引換で発送され、運送業者へ書き換え代金を支払った。ただし金券による支払いは後に廃止され、代金引換のみへ一本化された。
この形式によりサービスは継続されたが、2007年2月初頭、任天堂ホームページ内のニンテンドウパワーのページにおいて終了の告知がされ、2月28日受付分をもってサービスは終了した。任天堂は利用者へ送付した文書において「電子機器環境の変遷によりサービスの維持継続が困難となった」と説明した。

## ハードウェア

### サービス構成機器
Loppi以外の機器はすべて店員が操作した。店頭サービス終了後、ゲームライター、ゲームチェッカー、ゲームボーイコンバータはすべて任天堂により回収された。
Loppi
ローソン店内に設置されており、チケットやグッズの予約、各種代金支払い申込みなどができるマルチメディア端末機。Loppiの名が付けられるまでは「マルチメディアステーション」、それを略した「MMS」の名で呼ばれた。ゲーム書き換えではカセットをLoppiの画面下に用意されたスロットに接続し、購入または消去するゲームを選択する役割を担った。Loppiではゲームデータの書き換えを行わないため、選択終了後に発行されるレシート状の申込券をカセットとともにレジへ持ち込み、書き換え作業を済ませる必要があった。カセットには最大7作までのゲームを書き込むことができるが、伝票発行システムの都合上1回の操作で書き込めるゲームタイトルは5作までとされた。
GBメモリカートリッジスロットはゲームボーイサービス公表前よりその設置スペースが確保されており、当初のサービス開始予定に合わせ1999年秋より増設された。
サービス終了後、既存店機のカセットスロットは撤去されず、周囲のサービス名やカセット名の表記は無地のシールで隠された。一方、新規開店や故障交換などで新たに設置されたLoppiにはスロット部分にカバーが施された。2009年以降は全店舗にてスロットのない新型Loppiに置き換えられた。
ゲームライター
カセットへのゲームデータ書き込み、消去を行う機器。サービス開始時には書き換え用ゲームデータがCD-ROMで供給され、ゲームライターの本体下部へ用意されたCD-ROMドライブに格納された。システム改修により店内へサーバが設けられた後にはCD-ROMの挿入・交換作業は不要となった。なお、CD-ROMには特殊プロテクトが施されているとされる。
書き換え操作はPOSレジスターでの書き換え代金の精算が完了した後に可能となる。この後の店員の操作はカセットを差し込み開始スイッチを押すだけで、ゲームタイトルの選択などは必要としない。書き換えには3分ほどかかる。
ゲームチェッカー
書き換えが正常に行われたかを確認するための機器。スーパーファミコンとスーパーゲームボーイの機能を内蔵し、前面にゲーム画面を映し出すための液晶画面、底面にスピーカー、右側面にゲームボーイ用コネクタ、上面には電源やスーパーファミコンとゲームボーイの機能を切り替えるためのスイッチ類、操作ボタンとスーパーファミコン用のコネクタが付けられた。上部の操作ボタンは配置、配色ともスーパーファミコンコントローラと同一だが、X、Y、L、Rボタンは付いていない。
ゲームボーイコンバータ
GBメモリカートリッジをゲームライターに差し込むための機器。ゲームライターにはスーパーファミコン用のコネクタのみ用意されていたため、ゲームボーイの書き換えの際にはゲームボーイコンバータにGBメモリカートリッジを差し込み、さらにそれをゲームライターに差し込む必要があった。形状はスーパーゲームボーイに類似する。
プリンター
LoppiやPOSレジと連動して伝票やチケット類を印刷・発行する機器。ゲーム書き換えでは購入・消去したゲームタイトル、購入店舗などを記した利用者引き渡し用と店舗用の伝票が発行された。

### 専用カセット

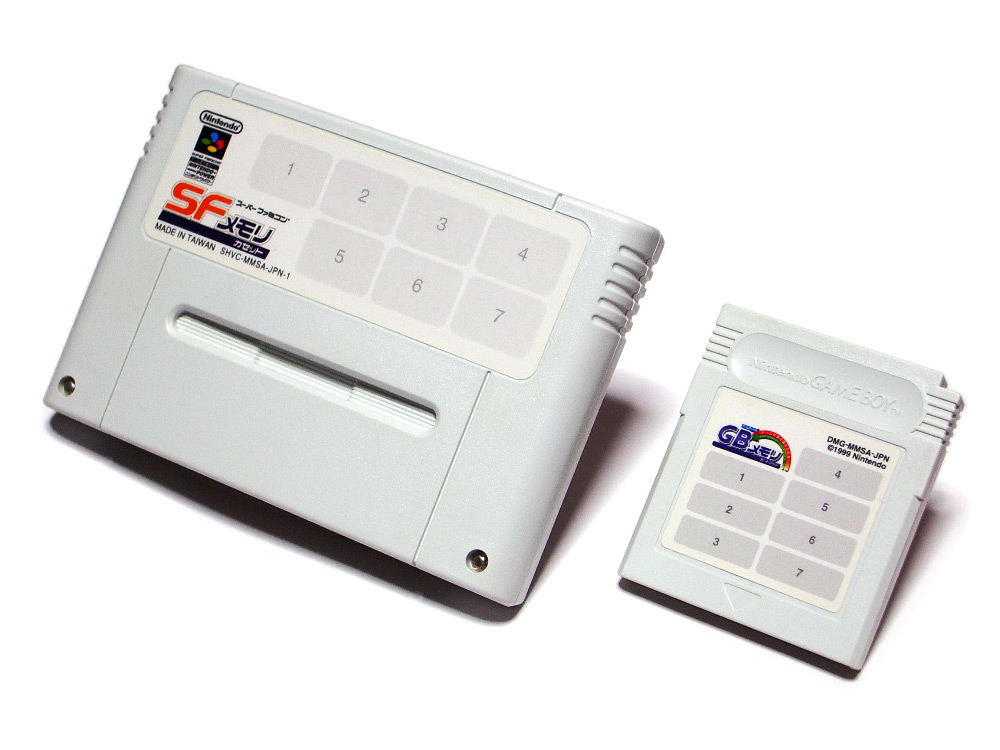
SFメモリカセット（左）とGBメモリカートリッジ（右）

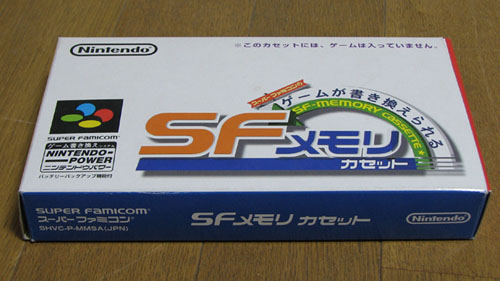
SFメモリカセットのパッケージ

スーパーファミコンソフトの書き換えサービスを利用するにはSFメモリカセット（エスエフ メモリカセット）が、ゲームボーイソフトの書き換えサービスを利用するにはGBメモリカートリッジ（ジービー メモリカートリッジ）が必要であった。これらはローソン店内のレジカウンターで常時販売されたが、店頭書き換えサービス終了の2か月前となる2002年6月30日をもって販売を終了した。税抜販売価格はSFメモリカセットが3,980円、GBメモリカートリッジは2,500円で、クーポンやキャンペーンなどによる値引きは実施されなかった。

#### 特徴
形状は通常のスーパーファミコン用カセット、ゲームボーイ用カートリッジと同一で直接ゲーム機本体に差し込むことができる。いずれも識別のために外装プラスチックは白色に統一され、価格を抑えるため台湾にて製造された。ラベル部には番号付きのマス目が印刷されており、ここには同梱の手書き用タイトルラベルや、雑誌付録などで配布されたタイトルシールを貼ることができた。
内部にはゲームソフトの記録に使用されるフラッシュメモリと、ゲームの進行状況や得点などの情報を保存するためのバッテリーバックアップ機能に使用されるS-RAM 、コイン形リチウム電池が搭載された。
フラッシュメモリとS-RAMの容量はブロックと呼ばれる独特の単位で管理された。フラッシュメモリは「Fブロック」の名称で8単位に、S-RAMは「Bブロック」の名称で16単位に分割され、書き換えソフトが使用するデータ容量もすべてブロックの数で表現された。1つのカセットには最大で7つまでのゲームタイトルを記録することができた。
| Fブロック×8 フラッシュメモリ   | F | F | F | F | F | F | F | F | F | F | F | F | F | F | F | F |
| Bブロック×16 バックアップS-RAM | B | B | B | B | B | B | B | B | B | B | B | B | B | B | B | B |
| ------------------------------ | - | - | - | - | - | - | - | - | - | - | - | - | - | - | - | - |

- SFメモリカセットには32Mbitのフラッシュメモリと、256kbitのS-RAMが搭載された。よって1ブロック当たりの容量はFブロックが4Mbit、Bブロックが16kbitである。
- GBメモリカートリッジには8Mbitのフラッシュメモリと、1024kbitのS-RAMが搭載された。よって1ブロック当たりの容量はFブロックが1Mbit、Bブロックが64kbitである。

#### メニュー画面
電源投入時にはどのゲームで遊ぶかを選択するためのメニュー画面が表示される。ただしFブロックを8つすべて使用するソフトが書き込まれている場合メニュー画面は表示されず、すぐにゲームが開始される。
メニュー画面にはゲームの選択機能の他、各々のゲームが占有する容量や空き容量の確認機能、画面下部の文字スーパーによるメニューの操作方法、人気ゲームタイトルの紹介機能も用意された。このメニュー画面のプログラムはFブロックを1つ消費するため、1つのカセットに書き込めるゲームの最大数は7タイトルまでとされた。ゲーム中にリセット動作をしてもメニュー画面には戻らないため、他のゲームを選択する場合は一度本体の電源を切り、再度電源を入れてメニュー画面からゲームを再選択する。
GBメモリカートリッジのメニュー画面はゲームボーイ&カラー共通ソフトとして制作されており、ゲームボーイカラーとそれ以外の本体では各々別のメニュー画面とBGMで起動する。

#### プリライト版
あらかじめゲームデータを書き込んだ状態で販売されたSFメモリカセットやGBメモリカートリッジを「プリライト版」という。プリライト版はゲームボーイサービス開始時の『スーパーマリオランド3 ワリオランド』を除きLoppiでの限定予約販売形式が取られ、店頭カウンターでの販売はされなかった。遊び方シートより詳細な情報を掲載した説明書が同梱され、さらにゲームソフトによっては予約特典としてメモリカセット貼付用のタイトルシール、ポストカードなどのオリジナルグッズが付属し、店頭での書き換え開始日より数日早く受け取ることができた。箱は通常品と同一だが書き込み済みであることを示すタイトルシールが貼られた。
価格は店頭で新たにカセットやカートリッジを購入し書き換えをする場合よりもやや安く済むように設定された。ただし『ファイアーエムブレム トラキア776』はオリジナルカードをセットにしたプリライト版のほか、ぬいぐるみやVHSビデオなども追加した特別版「DXパック」が9,800円にて限定予約販売された。

## ソフトウェア
販売されたソフトはサービス開始前にロムカセットで市販された「旧作ソフト」と、書き換えサービスのために供給された「新作ソフト」の2種が存在した。ラインナップに投入するソフトの選考や企画は任天堂とリクルートが共同で設立し、中小ゲームソフトメーカーへの開発販売支援を主業務としたマリーガルマネジメントが担当した。
サービスは旧作ソフトのみの39タイトルで開始し、1997年12月には新作ソフトを含め103タイトルへ増加した。1998年1月以降は新作ソフトを含む新タイトルを毎月1日に追加した。初期段階では販売実績によるソフトの入れ替えも予定されたが、実際にはこれを理由としたソフトの販売終了は行われていない。しかし権利切れや、参入企業の倒産・吸収合併・ゲーム事業撤退によるソフトの販売終了は発生した。
旧作ソフトには多数の企業がゲームソフトを供給し、『ドラえもん』『ちびまる子ちゃん』『遊☆戯☆王』などのキャラクターゲームも複数投入された。一方、特にRPGのヒット作を抱えるエニックスおよびスクウェアは参入せず、書き換えカセットの仕様上特殊チップを搭載したソフト、書き換えカセットを上回るデータ容量を持つソフトの投入はされなかった。
新作ソフトにはこのサービスのために制作されたゲームだけでなく、『平成 新・鬼ヶ島』『ドクターマリオ』『すってはっくん』などサテラビュー供給作品の市販版、『同級生2』『スーパーファミリーゲレンデ』『リングにかけろ』など発売延期もしくはお蔵入りとなっていた作品、『スーパーパンチアウト!!』『バルーンファイトGB』など日本での発売が見送られていた作品もラインナップに加えられた。新作ソフトには先述のプリライト版が販売された作品、さらにスーパーファミコン用ソフトは書き換え開始後にロムカセットで市販された作品も存在した。

### 価格
スーパーファミコン用ソフトは旧作1,000円、新作3,000円に設定され、新作ソフトは後に価格改定や値下げが行われた。
- 1998年9月1日 - これ以降に発売された新作ソフトの価格設定が2,000円 - 3,000円の間へと変更された。
- 1999年5月1日 - 1999年1月までに発売されたすべての新作ソフトが一律2,000円に値下げされた[18]。

ゲームボーイ用ソフトは新作・旧作とも1,000円に設定されたが、一部例外が存在する。
- スーパーゲームボーイ発売前に市販された任天堂のソフトは800円。
- 『カラムー町は大さわぎ! おかわりっ!』は1,500円。
- Loppiパズルマガジンシリーズは各600円。

いずれの機種ともローソンでの店頭書き換えサービス実施時には、ローソン発行のクーポン券による値引きキャンペーンが幾度か行われた。2004年には消費税の総額表示義務化に伴い税込表示へ変更された。

### 参入企業
参入当時の社名またはブランド名で50音順。2007年の書き換えサービス終了より前に撤退し作品供給を終えた企業も含む。
- アイマックス
- アクセラ
- アスキー
- アスミック
- アテナ
- アトラス
- アルトロン
- イマジニア
- エポック社
- カプコン
- クエスト
- ケムコ
- 光栄
- コナミ
- コンパイル
- サクセス
- サンソフト
- ジェイ・ウィング
- スターフィッシュ
- スティング
- 世界文化社
- タイトー
- タカラ
- ツクダオリジナル
- ティーアンドイーソフト
- データイースト
- チュンソフト
- ナグザット
- ナツメ
- ナムコ
- 任天堂
- ハドソン
- バンダイ
- バンプレスト
- ビーピーエス
- ビクターインタラクティブソフトウエア
- ビデオシステム
- ヒューマン
- ヘクト
- ボトムアップ
- ポニーキャニオン
- メサイヤ
- メディアファクトリー
- やのまんゲームズ
- 童

### 新作ソフト製作プロジェクト
書き換えサービス開始時には遠藤雅伸を総合プロデューサーに迎え、ファミリーコンピュータ・PCエンジン・メガドライブ・MSXなどの秀作ゲームを移植・リメイクし、新作スーパーファミコンソフトとして発売する「スターウォーズプロジェクト」または「いいゲームを残そうプロジェクト」、著名な推理作家によるサウンドノベルを定期的に提供する「サウンドノベルプロジェクト」などの計画が発表された。しかし旧機種ソフトのリメイクプロジェクトは主に任天堂のソフトで占められ、サウンドノベルプロジェクトは実現しないままサービスを終えた。この他ゲームをより長く楽しむために新たな面や問題を収録した追加データの供給、NINTENDO 64への対応も構想に含まれたが実現はしなかった。

## 遊び方ガイド

### 書籍
書き換えサービス開始に合わせ、任天堂よりゲーム内容を紹介するカタログ本『NINTENDO POWER 公式遊び方BOOK』が発行された。この本はゲームの操作方法や内容の説明など、書き換えゲームの遊び方を1タイトルあたり見開き1ページまたは2ページで雑誌記事風に紹介したページを中心に、プレゼントクイズ、書き換えサービスの利用方法を解説した漫画などの企画ページと、SFメモリカセット用タイトルシールの綴じ込み付録で構成された。サービス開始に合わせメモリカセット購入者に無料配布されたVol.0と、1997年12月1日のラインナップ拡充に合わせメディアファクトリーより税別380円で発売された(1)が存在する。
1998年1月1日にはメディアファクトリーより任天堂公式情報誌『マンスリーNINTENDOパワー』 Vol.0 創刊準備特別号が発行され、税別360円で販売された。この本には64DD、NINTENDO 64やゲームボーイの新作情報、ニンテンドウパワー新作ソフト『平成 新・鬼ヶ島』『同級生2』『レッキングクルー'98』の操作方法や攻略法を兼ねた特集、『ポケットモンスター』特集などの記事が掲載され、SFメモリカセットやNINTENDO 64コントローラパックのシール、ヨーヨー側面などへ貼り付ける任天堂キャラクターの円形シールが綴じ込み付録として付属した。巻末では次号3月下旬発売予定・月刊化と予告が掲載されたものの発売はされず、創刊準備号のみで休刊した。
いずれの書籍も編集はレッカ社、デザインはバナナグローブスタジオが担当した。『NINTENDO POWER 公式遊び方BOOK』（1）には爆笑問題と池谷幸雄の、『マンスリーNINTENDOパワー』にはさくまあきらと榎本一夫による、書き換えで入手できるおすすめゲームソフトが掲載された
。各々提示したタイトルは以下の通り。
- 爆笑問題
  - 田中裕二 : 掲載なし。当該記事はインタビュー形式によるものだが田中は冒頭で普段ゲームはしないと述べ、後は太田が回答した。
  - 太田光 : 好きなRPGやシミュレーションRPGを話題にしつつもあえて普段遊ばないジャンルのソフト『Pop'nツインビー』『大爆笑!!人生劇場』を挙げる。
- 池谷幸雄 ： 自身が熱中したソフト『真・女神転生』『グラディウスIII』と、麻雀の実戦練習用ソフトとして『プロ麻雀 極III』 。
- さくまあきら : 自身が開発に携わった『新桃太郎伝説』『スーパー桃太郎電鉄II』と、残りの空き容量に『スーパーマリオワールド』。
- 榎本一夫 : 「みんなで遊べて友情の勝利パック」と題し多人数プレイ可能な『スーパー桃太郎電鉄II』、友人が開発に携わった『メタルマックス2』、繰り返しプレイできお得な『トルネコの大冒険 不思議のダンジョン』。

### 遊び方シート
サービス開始初期、書き換えゲームの遊び方は上記『公式遊び方BOOK』『マンスリーNINTENDOパワー』へ掲載する形式により公開された。1998年1月から6月に発売された新作ソフトは公式遊び方BOOKと同体裁の説明書をAB判の紙に印刷した「遊び方シート」が無料で供給された。1998年7月には旧作ソフトのラインアップ拡充にあわせ、全タイトルにて1枚税抜29円と有料化された遊び方シートの販売で対応され、公式遊び方ブックの販売は在庫限りで終了した。
有料となった遊び方シートはA4またはA3の紙へゲームの遊び方のほか、販売管理に使用される3桁の通し番号とバーコードも印刷された。スーパーファミコン用ソフトの遊び方シートには1枚につき1タイトル、ゲームボーイ用ソフトの遊び方シートには1枚につき3タイトル分の内容が掲載された。例外としてピクロスNPシリーズの8タイトルとLoppiパズルマガジンシリーズの6タイトルはそれぞれ1枚の遊び方シートにまとめられた。
任天堂サービスセンターで書き換えをした際には白黒コピーされた遊び方シートが無料で渡された。また任天堂ホームページ内のニンテンドウパワー公式ページでは遊び方シートが無料で閲覧・保存・印刷が可能なPDFファイルとして公開されていたが、サービス終了と同時に削除された。